# Казе Пилечи (Месина)
Казе Пилечи је насеље у Италији у округу Месина, региону Сицилија.
Према процени из 2011. у насељу је живело 38 становника. Насеље се налази на надморској висини од 408 м.